# Deborah Ellis
Deborah Ellis é uma escritora e ativista política canadense.Nasceu em 7 de agosto de 1960 no Canadá.Tem 61 anos e começou a escrever aos 12 anos.

## Biografia
Ativista ligada aos movimentos feminista e pacifista, Ellis já teve suas obras traduzidas em 17 línguas, tendo-se tornado internacionalmente conhecida pela trilogia  "The Breadwinner" (no Brasil, "A Outra face"). Estes três livros são resultado de sua viagem ao Afeganistão em 1997, retratam as aventuras de uma menina afegã chamada Parvana, e estabelecem uma reflexão sobre a condição feminina num país dilacerado pela guerra e conduzido pelo fundamentalismo islâmico dos talibãs.
Ellis também escreveu um livro em parceria com Eric Walters sobre racismo e ataques terroristas no Canadá, e cujo título, "Bifocal", reflete a estrutura narrativa que dá voz aos dois protagonistas, cada um de um lado do conflito. Também é conhecida sua obra "The Heaven Shop", sobre uma família de órfãos no Malawi lutando para sobreviver à contaminação pelo HIV.
Em 2008, Deborah Ellis publicou "Lunch with Lenin and other stories", uma coletânea de contos sobre a vida de crianças afetadas direta ou indiretamente pelo comércio das drogas, seja em uma pequena cidade da América, na Praça Vermelha de Moscou ou em uma fazenda de ópio no Afeganistão.

## Premiações
Já em sua primeira novela publicada, "Looking for X" (2000), Ellis ganhou o prêmio de literatura infantil Governor General's Award. Mais tarde, recebeu também o Jane Addams Children’s Book Award, o Vicky Metcalf Award pelo conjunto de sua obra e o Children’s Africana Book Award Honor Book para leitores adultos.
Em 2006 Deborah Ellis foi indicada para a Ordem de Ontário.